# Semamung
Semamung is een bestuurslaag in het regentschap Sumbawa van de provincie West-Nusa Tenggara, Indonesië. Semamung telt 1549 inwoners (volkstelling 2010).